# Synacanthococcus bispinosus
Synacanthococcus bispinosus är en insektsart som beskrevs av Morrison 1920. Synacanthococcus bispinosus ingår i släktet Synacanthococcus och familjen ullsköldlöss.
Artens utbredningsområde är Filippinerna. Inga underarter finns listade i Catalogue of Life.